# 名倉松窓
名倉 松窓（なくら しょうそう、文政4年（1822年） - 明治34年（1901年）1月27日）は、幕末明治期の幕臣、漢学者、儒学者、官僚。
明治以後は信敦と名乗った。字は先之、通称重次郎、別号に予何人（あなと）。
信敦（のぶあつ）の名は、柳原前光から贈られた詩に由来する。
幕末期から日清修好条規まで日清外交の実務に携わった生粋の中国通である。

## 経歴
遠江国浜松藩（現・静岡県浜松市）の藩士。父の名は名倉信芳。父の信芳は浜松藩主・井上正直に従い奥州に入った。11歳で出仕し、のちに江戸に出て佐藤一斎に師事、その後昌平坂学問所で学ぶ。一時浜松に戻るが、再び江戸に出て窪田清音から長沼流兵学を習得、箕作阮甫から洋書を学ぶ。
江戸で数年学んだ後、浜松に戻り弘化2年（1845年）に藩校・克明館の教授となり、安政・万延の頃は各地の名士と交流して国防を唱えて蝦夷地を視察、小原鉄心を賛嘆させた。
遣唐使が廃止されて以降、千年ぶりに行われた幕府使節団の一人として文久2年（1862年）に幕府「千歳丸」で上海を訪れ、長州藩士・高杉晋作や佐賀藩士中牟田倉之助、薩摩藩士・五代才助らと同船した。
更に文久3年(1863年)冬、池田長発（筑後守）を正使、河津祐邦（伊豆守）を副使、河田熙（相模守）を目付とする横浜鎖港談判使節団の一行に従いフランスに赴き、元治元年（1864年）7月に帰国する。
慶応3年（1867年）正月から幕府の命により商人数人を連れて上海、南京などを巡り4月に帰国する。支那に滞在していた名倉は、未だに郡県制ではなく封建制をとっている日本は、夏・殷・周の三代の頃にあたる、遅れた制度と文明しか持っていないとの見解を持つようになった。討幕論者としての見識を広め、長沼流の兵学を学んだことから、戊辰戦争の際は浜松藩兵の指揮者として甲府鎮護にあたる。
上京して慶應義塾に入学、廃藩置県後山梨県参事となる。山梨県令は柳原前光、大参事は浜松藩家老だった伏谷如水だった。
明治3年（1870年）に外務大祐となり、日清修好条規締結交渉のため渡清した柳原前光公使の隋員として渡清、李鴻章の手紙に福澤諭吉の『世界国尽』を紹介した。その後に元老院書記、修史館掌記となり、外交官として南京など支那を漫遊した。
明治21年（1888年）、旧友の劉銘伝に招かれて、5度目の外遊として台湾に渡る。交友関係も陳汝欽、侯儀、楊溥、方望郷、と幅広い。

## 著書
- 名倉信敦 著『航海漫録』第1巻,金港堂等,明14.9. 国立国会図書館デジタルコレクション
- 『三次壮遊録』
- 『海外日録』
- 『支那聞見録』
- 『滬城筆話』
- 『滬城筆話拾遺』
- 『航海日録』
- 『航海外日録拾遺』
- 『海外壮遊詩』
- 『続周易考』
- 『日本紀事』
- 『遠江紀行』
- 『刀陣提要』
- 『実操摘要』